# Husaren-Regiment „Emerich Esterházy“
Das Regiment war ein Kavallerieverband, der 1733 als Splenyi-Husaren für die kaiserlich-habsburgische Armee errichtet wurde. Im 17. und 18. Jahrhundert führten Regimenter nur den Namen des Regimentschefs. Das Regiment wurde 1768 aufgelöst. Zur Systematik wurden nachträglich folgende Nummerierungen eingeführt: 1733/4 (nach Tessin), Husarenregiment H 11 (nach Bleckwenn).

## Formationsgeschichte
- Laut Convention vom 4. November 1733 wurde das Regiment durch den Obristen Gabriel Freiherr Splényi mit sechs Kompanien auf eigene Kosten und vier Kompanien gegen Empfang des Werbegeldes aufgestellt.
- 1748 wurde eine Kompanie des aufgelösten Husaren-Regiments „Trips“ eingegliedert.
- 1768 hat man das Regiment wieder aufgelöst. Das Personal wurde in die Husaren-Regimenter „Dessewffy“ (später Nr. 4), „Ujházy“ - (später Nr. 3), „Nádasdy“ (später Nr. 9), und „Lusinsky“ bzw. „Török“ versetzt.

## Friedensgarnisonen
- 1736 Ungarn
- 1739 Banat
- 1748 Steinamanger
- 1749 Szent-Mihály
- 1750 Miskolc
- 1751 Püspök-Ladány
- 1752 Zemplín
- 1753 Jolsva-Rosenau
- 1754 Bartfeld
- 1763 Königgrätz

### Regimentsinhaber
- 1733 Obrist Gabriel Freiherr Splényi de Miháldy
- 1762 Generalmajor Emerich Graf Esterházy  (erhielt noch 1768 das Husaren-Regiment „Ujházy“ - später Nr. 3)[3]

### Regiments-Kommandanten
- 1733  der Inhaber Obrist Gabriel Freiherr Splényi de Miháldy
- 1737  Obristlieutenant Adolph Freiherr Berghe von Trips
- 1743  Obrist Emerich Freiherr Barkóczy de Szala
- 1749  Obrist Nicolaus Freiherr von Berzeviczy,
- 1759  Oberst Nikolaus Eötvös de Vásaros-Námeny
- 1763–68 Oberst Ladislaus Freiherr Splényi de Miháldy

## Gefechtskalender

### Polnischer Erbfolgekrieg
- 1734 Nach der Komplettierung wurde das Regiment an den Rhein verlegt. Patrouillen- und Sicherungsdienste ohne Kampfhandlungen

### Russisch-Österreichischer Türkenkrieg (1736–1739)
- 1737 Kämpfe mit der Hauptarmee bei den Operationen in Serbien
- 1738 Sicherungs- und Patrouillendienste in Slavonien
- 1739 Teilnahme an den Gefechten bei Grocka und Pancsova

### Österreichischer Erbfolgekrieg
- 1741 Einsatz in Schlesien, Abteilungen führten Streifzüge (Aktionen des kleinen Krieges) aus. Teile des Regiments waren am Überfall bei Baumgarten beteiligt, bei dem König Friedrich II. beinahe in Gefangenschaft geraten wäre. Teilnahme an der Schlacht bei Mollwitz, später rückte das Regiment nach Böhmen ab
- 1742 Dem Korps Lobkowitz zugeteilt, kämpfte die Einheit im Gefecht bei Sahaj
- 1743 Verlegung nach Italien. Sicherungs- und Patrouillendienste. Keine Gefechtstätigkeit.
- 1744 Teilnahme am Feldzug nach Neapel
- 1746 Teilnahme am Gefecht bei Codogno und der Schlacht bei Piacenza

### Siebenjähriger Krieg
- 1756 Verlegung nach Sachsen, Kämpfe im Scharmützel bei Guntersdorf. Teile des Regiments kämpften beim Überfall auf Hirschfeld, das ganze Regiment war an der Schlacht bei Prag und später im Verband der Reichsarmee in der Schlacht bei Roßbach eingesetzt.
- 1758 Abteilungen standen in den Gefechten bei Plauen und Asch
- 1759 Kämpfe in den Gefechten bei Saalfeld und Maxen aus
- 1760 Sicherungs- und Patrouillendienste bei der Armee in Schlesien, das Regiment war nur im Scharmützel bei Goldberg in Aktion
- 1761 Sicherungs- und Patrouillendienste zuerst in Schlesien, dann in Sachsen, Scharmützel bei Floriansdorf (Kreis Schweidnitz)
- 1762 Teilnahme an Gefechten bei Kirchhain und in der Lausitz

## Adjustierung
Pelzmütze, hellgrüner Pelz und Dolman, krapprote Hose und Aufschläge (das Regiment war nicht mit den Vitéz Kötés auf den Ärmeln ausgestattet) weiße Verschnürung und Oliven.

## Regimentsdivisionen
Ein Regiment bestand in der Österreichisch-Ungarischen Kavallerie in der Regel aus drei bis vier (in der Ausnahme auch mehr) Division. Jede Division hatte drei Eskadronen, deren jede wiederum aus zwei Kompanien bestand. Die Anzahl der Reiter in den einzelnen Teileinheiten schwankte, lag jedoch normalerweise bei etwa 80 Reitern je Kompanie.